# Jean-François Bonnard
Pour les articles homonymes, voir Bonnard.
Jean-François Bonnard (né le 14 septembre 1971 à Grenoble) est un joueur professionnel français de hockey sur glace.

## Carrière de joueur
En 1989, il débute avec les Ours de Villard-de-Lans.
En 1993, il rejoint les Brûleurs de loups de Grenoble évoluant en ligue Magnus. Il joue avec l'équipe de Grenoble de 1993 à 2008, à l'exception d'une saison sous les couleurs du Hockey Club Junior Milano lors de la saison 1999-2000.
Il joue son dernier match professionnel le 21 mars 2008 contre Briançon en demi-finale de la Ligue Magnus. Il a été champion de France à deux reprises avec les brûleurs de loups de Grenoble en 1998 et 2007, a remporté deux fois la coupe de France en 1994 et 2008 et une fois la coupe de la ligue en 2007.
Pour la saison 2008-2009, il joue gratuitement pour Annecy en division 1.

## Statistiques
Pour les significations des abréviations, voir Statistiques du hockey sur glace.
| Saison    | Équipe                        | Ligue        |    | Saison régulière | Saison régulière | Saison régulière | Saison régulière | Saison régulière |   | Séries éliminatoires | Séries éliminatoires | Séries éliminatoires | Séries éliminatoires | Séries éliminatoires |
| Saison    | Équipe                        | Ligue        | PJ | B                | A                | Pts              | Pun              | PJ               | B | A                    | Pts                  | Pun                  |                      |                      |
| 1995-1996 | Brûleurs de loups de Grenoble | Ligue Magnus | 28 | 4                | 2                | 6                | 74               | 6                | 1 | 1                    | 2                    | 24                   |                      |                      |
| 1996-1997 | Grenoble                      | Ligue Magnus | 32 | 1                | 11               | 12               | 64               | 11               | 1 | 4                    | 5                    | 14                   |                      |                      |
| 2003-2004 | Grenoble                      | Ligue Magnus | 28 | 9                | 9                | 18               | 80               | 3                | 0 | 2                    | 2                    | 4                    |                      |                      |
| 2004-2005 | Grenoble                      | Ligue Magnus | 27 | 4                | 7                | 11               | 86               | 12               | 2 | 4                    | 6                    | 10                   |                      |                      |
| 2005-2006 | Grenoble                      | Ligue Magnus | 21 | 6                | 7                | 13               | 96               |                  |   |                      |                      |                      |                      |                      |
| 2006-2007 | Grenoble                      | Ligue Magnus | 24 | 5                | 5                | 10               | 38               |                  |   |                      |                      |                      |                      |                      |
| 2007-2008 | Grenoble                      | Ligue Magnus | 20 | 1                | 2                | 3                | 24               |                  |   |                      |                      |                      |                      |                      |

## Carrière internationale
Il représente l'Équipe de France de hockey sur glace. Il a participé aux Jeux olympiques d'hiver de 2002.

## Trophée et honneur

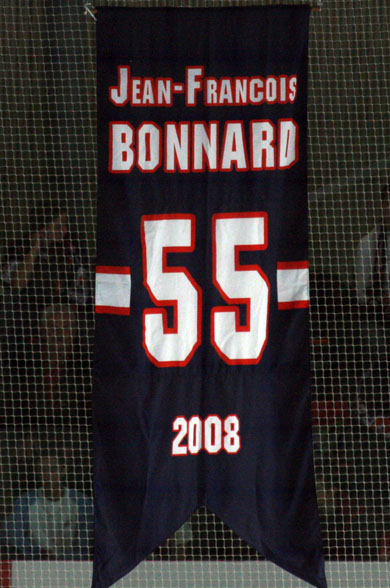
Le numéro #55 de Jean-François Bonnard a été retiré par les Brûleurs de loups de 6 septembre 2008. Il est désormais accroché au plafond de la Patinoire Pôle Sud.

## Palmarès
- Vainqueur du Championnat de France : 1998, 2007
- Vainqueur de la Coupe de France  : 1994, 2008
- Vainqueur de la Coupe de la Ligue : 2007